# Aton
Aton (Aten) je egipatski Sunčev disk koji je zapravo oblik boga Ra. Štovao ga je faraon Ekhnaton. Aton se prikazivao kao Sunčev disk s dugačkim zrakama
Amenofis IV. (Ekhnaton) bio je zaluđen Suncem. Kad je postao faraon, proglasio je štovanje Atona kao monoteističku religiju. Poticala ga je njegova žena Nefertiti. Vrhovnom svećeniku Amona-Ra, dotada glavnom bogu, poslana je poruka da sagradi Atonov hram. Izgrađen je i novi grad Amarna. Aton je bio jedino božanstvo, a kipovi i slike drugih bogova su uništavani. Ekhnaton se proglasio sinom boga Atona, a podanici su mu govorili da je "slika i prilika živoga Atona" na Zemlji. To je bilo tijekom razdoblja Amarne. Atonov krug se izrađivao od zlata, a Nefertiti i Ekhnaton su potpuno zaboravili sve ostalo osim štovanja. Aton se štovao kao božanstvo, ali možda je to samo naziv za Sunčev krug kojeg nose Ra i Hathor, a nosili su ga i kraljevi na svojim krunama.
Ekhnatonov sin, Tutankhamon, u početku je nosio ime Tutankhaton. Slog "Aton" je poslije promijenjen u "Amon".  Oženio se svojom sestrom, a na njegovom prijestolju su prikazani pod Atonovim zrakama. Kult Atona je možda postojao u Tutankhamonovo vrijeme, ali je poslije potpuno nestao. Ipak, Sunčev disk je ostao u upotrebi na krunama ljudi i bogova. Tutankhaton znači "Aton je život Thotha".

## Projekti
|  | Zajednički poslužitelj ima još gradiva o temi Aton |